# Geely

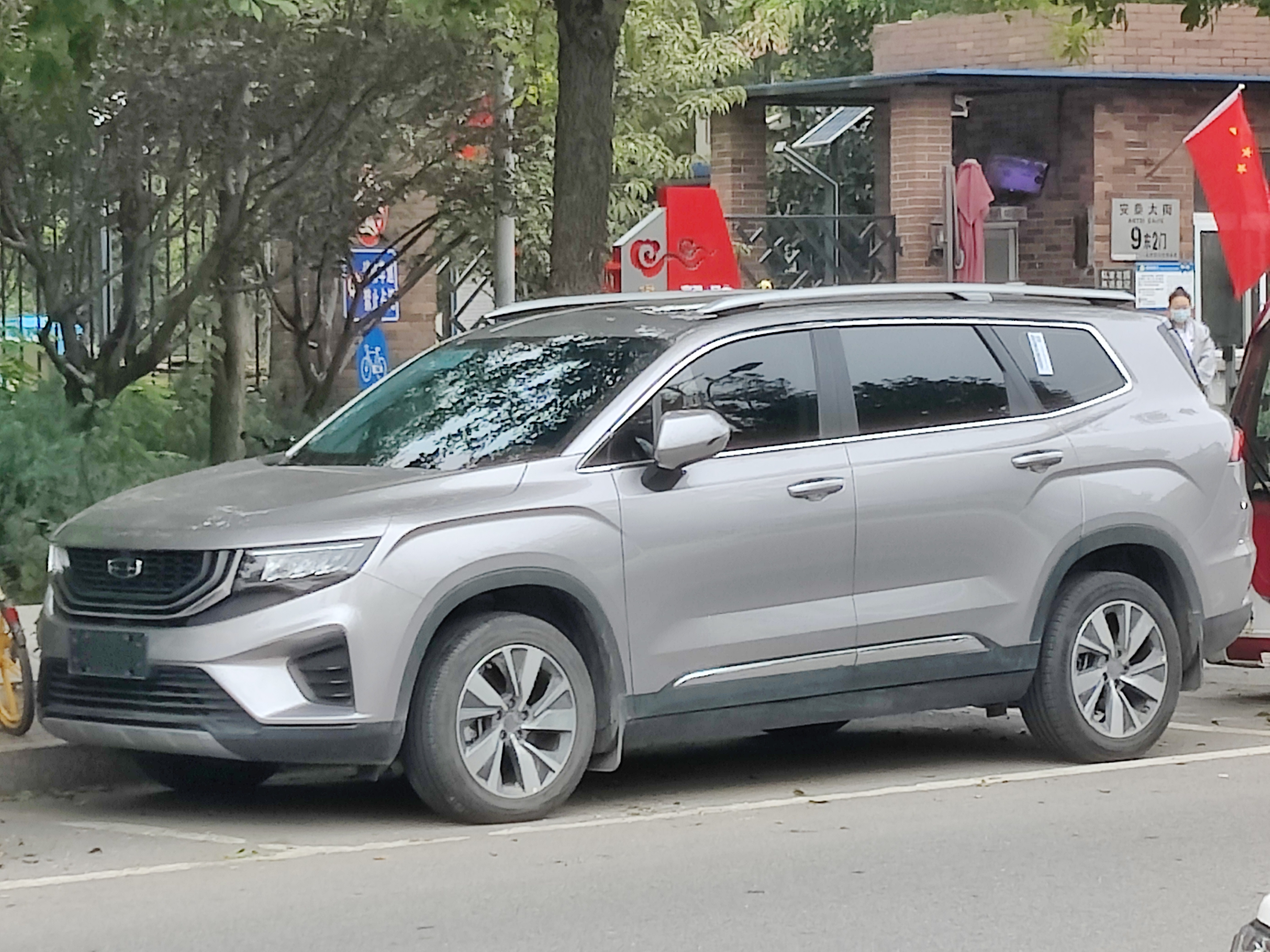
Geely Haoyue

Geely (oficialment Zhejiang Geely Holding Group Co. Ltd) és una empresa multinacional de producció d'automòbils d'origen xinès, amb seu a Hangzhou, Zhejiang. Produeix i ven vehicles de passatgers sota les marques Geely Auto i Lynk & Co, que formen part de la unitat de negoci Geely Auto Group, juntament amb les seves filials i joint ventures com ara Zeekr, Volvo Cars, Polestar, Proton, Smart i Lotus, així com vehicles comercials de les marques London EV Company, Radar Auto i Farizon. Produeix motocicletes sota les seves filials Zhejiang Geely Ming Industrial (Jiming i Geely), Qianjiang Motorcycle (QJMotor i Keeway) i Benelli També té una participació del 17% a Aston Martin i posseeix la meitat de Horse Powertrain, una empresa conjunta de fabricació de motors amb Renault.
Geely és el propietari del fabricant suec Volvo des de 2010, quan va comprar aquesta empresa a la Ford Motor Company. En una altra operació, va comprar la totalitat del fabricant britànic de taxis The London Electric Vehicle Company el 2013. El juny de 2017, Geely també va comprar el 49,9% del capital de l'empresa de automòbils de Malàisia PROTON Holdings. L'acord es vist com un pas important pel fabricant d'automòbils xinès en la seva búsqueda de penetrar a la lucrativa regió ASEAN. També va adquirir una participació majoritària del 51% en el fabricant d'automòbils britànic Lotus Cars.
La subsidiària de Geely, Geely Automobile Holdings Ltd (en xinès: 吉利汽车; en pinyin: Jílì Qìchē) (SEHK: 175), cotitza a la Borsa de Hong Kong, i forma part de l'índex Hang Seng des del 13 de febrer de 2017.